# 채무불이행
채무불이행(債務不履行, default)이란 대한민국 민법에 있어서 채무자의 귀책사유(고의 또는 과실)로 인하여 이행기까지 채무의 내용에 따른 이행을 하지 않는 것을 말한다. 대륙법적 체계에서 보면, 채무불이행은 채무자의 귀책사유가 없는 경우까지를 포함한 개념인 급부장애에 속한다.
채무불이행은 위법행위를 구성하며 손해배상청구권이 발생한다는 점이 불법행위와 동일하다. 즉, 약속(계약)을 위반하면 채무불이행이 되며, 손해배상을 해야만 한다. 사회질서에 위반되지 않는다고 판단되면 정당행위로 인정되고, 정당행위는 위법성이 조각되기 때문에 민사상 채무불이행이 성립하지 않는다. 즉, 사회질서 위반이 아니면 채무불이행 손해배상 책임이 없다.

## 유형
대한민국 민법에서는 채무불이행을 이행지체, 이행불능, 불완전이행으로 나눈다.

## 채무불이행의 구제
① 채권자는 채무자의 강제이행을 구할 수 있다. ② 채권자는 채무자의 채무불이행으로 인하여 자신에게 손해가 발생한 경우 채무자에게 손해배상을 구할 수 있다. ③ 본질적인 채무불이행 즉, 매매의 목적물에 하자가 있음으로써(제580조 1항) 계약목적을 달성할 수 없는 경우에 한하여 매수인은 계약을 해제 또는 해지할 수 있다(제575조 1항)고 규정한다.  채무불이행에 의한 계약의 소멸에 관하여 각국의 법률에 따라 많은 논쟁을 일으키고 있다.

### 손해배상
발생된 손해와 채무불이행 사이에 사실적 인과관계가 존재한다고 하여 채무자가 모든 손해를 배상해야 한다면 손해배상의 범위는 무한정 확대된다. 따라서 원인사실과 인과관계에 있는 손해 중 채무자가 배상해야 할 한계를 일정한 규정에 따라 확정하는 것이 요구된다. 민법 제393조에서는 이러한 배상범위를 합리적으로 제한하려고 한다. 이와 관련해 상당인과관계설, 규범의 보호목적설과 위험성관련설 등 여러 학설이 대립, 경합하고 있다.

### 대한민국
대한민국 민법에서는 채무불이행을 이행지체, 이행불능, 불완전이행으로 나눈다. 대한민국 민법 제390조 본문은 채무자가 채무의 내용에 좇은 이행을 하지 아니하였을 때에는 채무자에 대하여 채무불이행책임을 지도록 규정하고 있고 그 단서에는 채무자에게 고의나 과실 없이 채무를 이행할 수 없게 된 때에는 채무자는 채무불이행책임을 지지 아니하는 것으로 규정하고 있다.

#### 민법 조문
제390조 (채무불이행과 손해배상) 채무자가 채무의 내용에 좇은 이행을 하지 아니한 때에는채권자는 손해배상을 청구할 수 있다. 그러나 채무자의 고의나 과실없이 이행할 수 없게 된때에는 그러하지 아니하다.
제393조 (손해배상의 범위)
①채무불이행으로 인한 손해배상은 통상의 손해를 그 한도로 한다.
②특별한 사정으로 인한 손해는 채무자가 그 사정을 알았거나 알 수 있었을 때에 한하여 배상의 책임이 있다.

#### 이행지체
채무자지체라고도 한다. 채무자가 채무의 이행이 가능함에도 불구하고, 채무자가 이행을 하지 않는 것을 의미한다. 쌍무계약에 있어서 당사자 중의 일방이 자신의 채무에 대한 이행제공을 하더라도 상대방이 상당한 기간 내에 그 자신의 채무를 이행할 수 없음이 객관적으로 명백한 경우, 그 일방은 자신의 채무이행을 제공하지 않더라도 상대방의 이행지체를 이유로 계약을 해제할 수 있다.

#### 이행불능
채권관계의 성립 이후 (예컨대, 계약의 성립 이후), 채무자에게 발생한 사유로 인하여 채무자가 채무를 이행할 수 없는 것을 의미한다.

#### 불완전이행
채무자에 의하여 적극적으로 이행행위가 행해졌으나, 채무자가 완전한 이행을 하지 못하여 채권자에게 손해가 발생하는 것을 의미한다.

#### 소멸시효
“채무불이행으로 인한 손해배상청구권의 소멸시효는 채무불이행시로부터 진행한다.”

#### 판례
- 계약 당사자 일방의 행동이 계약관계를 더 이상 유지하지 않겠다는 명백한 의사표시로 볼 수 있고, 그때를 전후하여 계약상 채무의 이행도 지체하였다고 인정되므로 채무불이행을 이유로 한 상대방의 계약해제권 행사가 적법하다고 본 사례.[7]
- 쌍무계약에서 당사자 일방이 부담하는 채무의 일부만이 채무자의 책임 있는 사유로 이행할 수 없게 된 때에는, 그 이행이 불가능한 부분을 제외한 나머지 부분만의 이행으로는 계약의 목적을 달성할 수 없다면 채무의 이행은 전부가 불능이라고 보아야 할 것이므로, 채권자로서는 채무자에 대하여 계약 전부를 해제하거나 또는 채무 전부의 이행에 갈음하는 전보배상을 청구할 수 있을 뿐이지 이행이 가능한 부분만의 급부를 청구할 수는 없다.[8]
- 부동산 점유자에게 시효취득으로 인한 소유권이전등기청구권이 있다고 하더라도 이로 인하여 부동산 소유자와 시효취득자 사이에 계약상의 채권·채무관계가 성립하는 것은 아니므로, 그 부동산을 처분한 소유자에게 채무불이행 책임을 물을 수 없다.[9]
- 채무불이행으로 인한 손해배상청구권의 소멸시효는 채무불이행시로부터 진행한다.[10]
- 일반적으로 임대차계약에서 임대인의 채무불이행으로 인하여 임차인이 임차의 목적을 달할 수 없게 되어 손해가 발생한 경우, 이로 인하여 임차인이 받은 정신적 고통은 그 재산적 손해에 대한 배상이 이루어짐으로써 회복된다고 보아야 할 것이므로, 임차인이 재산적 손해의 배상만으로는 회복될 수 없는 정신적 고통을 입었다는 특별한 사정이 있고, 임대인이 이와 같은 사정을 알았거나 알 수 있었을 경우에 한하여 정신적 고통에 대한 위자료를 인정할 수 있다.[11]
- 자기소유의 고철과 석탄 및 주물공장을 이용하여 제품을 만들어 판매함으로써 그 매각대금으로 타인의 채무를 변제하기로 약정하였다면 그 매각대금으로 채무를 변제하지 아니하였다 하더라도 이는 단순한 채무불이행으로서 횡령죄나 사기죄를 구성하지 아니한다 할 것이다.[12]
- 채무불이행과 인과관계 있는 손해는 채무이행 있으므로 인하여 얻을 수 있는 이익금에서 반대급부채무를 면한 이익을 공제한 것이라 할 것이다.[13]
- 동시이행관계에 있는 쌍무계약상 자기채무의 이행을 제공하는 경우 그 채무를 이행함에 있어 상대방의 행위를 필요로 할 때에는 언제든지 현실로 이행을 할 수 있는 준비를 완료하고 그 뜻을 상대방에게 통지하여 그 수령을 최고하여야만 상대방으로 하여금 이행지체에 빠지게 할 수 있는 것이다.[14]
- 채무불이행을 이유로 계약해제와 아울러 손해배상을 청구하는 경우에 그 계약이행으로 인하여 채권자가 얻을 이익 즉 이행이익의 배상을 구하는 것이 원칙이지만, 그에 갈음하여 그 계약이 이행되리라고 믿고 채권자가 지출한 비용 즉 신뢰이익을 구할 수도 있다.[15]

## 같이 보기
- 이행거절
- 계약
- 소송
- 판매량 손해 매도인